# يان سولوي
يان سولوي (بالفرنسية: Yann Soloy)‏؛ مواليد 15 فبراير 1970 في دييب، السان البحرية، فرنسا، هو لاعب كرة قدم فرنسي سابق كان يلعب كوسط.

## روابط خارجية
- يان سولوي على موقع قاعدة بيانات كرة القدم.إي يو (الإنجليزية)
- يان سولوي على موقع عالم كرة القدم.نت (الإنجليزية)